# Витенберг, Вероника
Вероника Витенберг (ивр. ורוניקה ויטנברג‎; род. 9 сентября 1988, Гродно) — израильская художественная гимнастка.
Витенберг вошла в историю Израиля, завоевав шестое место в финале летних Олимпийских игр 2008 в Пекине в составе израильской национальной сборной по художественной гимнастике.

## Достижения
- 6-е место, Летние Олимпийские игры, Пекин, Китай, 2008
- 5-е место, Чемпионат мира, Исе, Япония, 2009
- Спортсмен года, Проект «Человек года» 2008[2]